# Пім Вербек
Петер Тім Вербек (нід. Peter Tim Verbeek), більше знаний як Пім Вербек (нід. Pim Verbeek, 12 березня 1956, Роттердам — 28 листопада 2019) — нідерландський футбольний тренер, в минулому — футболіст.

## Біографія

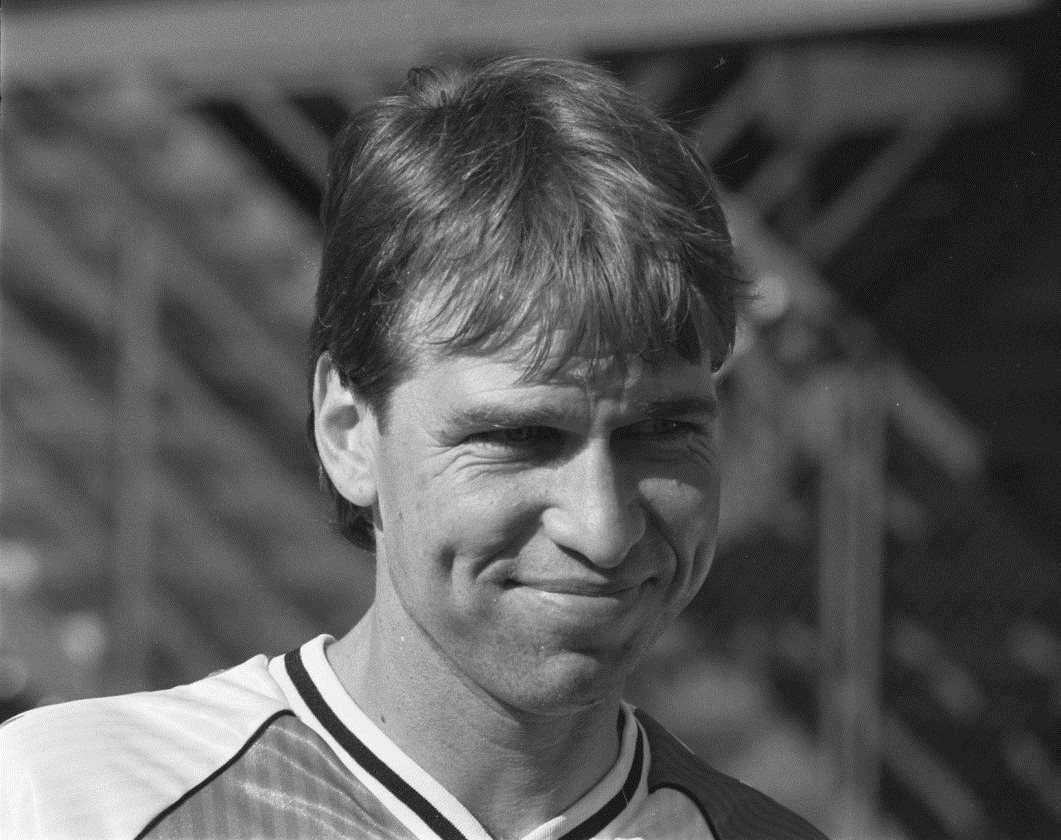
Вербек 1989 року.

Як футболіст Вербек виступав за «Роду» і «НАК Бреда», а з 1974 по 1980 рік грав за роттердамському «Спарту».
З 25 років почав працював тренером. З 1984 по 1987 рік тренував аматорський клуб третього нідерландського дивізіону «Унітас Горінгхем». У 1987 році очолив професійний клуб «Де Графсгап», показавши гарний результат, був запрошений в «Фейєноорд», з яким виграв Кубок Нідерландів. Найтриваліший досвід самостійної роботи Вербек отримав в 1990-ті роки, коли очолював нідерландські клуби-середнячки. Головне досягнення — вихід до Ередивізі в 1995 році разом з клубом «Фортуна» (Сіттард).
Після цього Вербек вирушив у другий дивізіон чемпіонату Японії у клуб «Омія Ардія», звідки був запрошений Гусом Хіддінком на роль помічника в збірній Південної Кореї. Потім Пім подорожував разом з Діком Адвокатом: «Боруссія» (Менхенгладбах), збірна ОАЕ і знову Південна Корея. Після ЧС-2006 в Німеччині став головним тренером Південної Кореї, проте зайняв з ними лише третє місце на Кубку Азії 2007 і пішов у відставку.

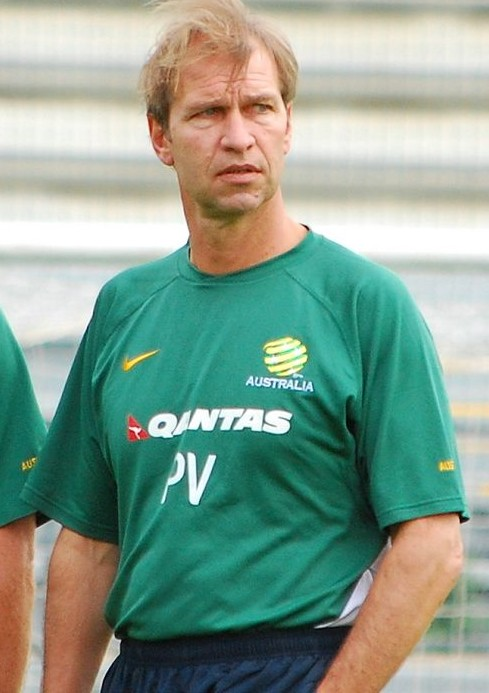
Вербек на посаді головного тренера збірної Австралії у вересні 2008 року

Наприкінці 2007 року Вербек очолив збірну Австралії, у якій почав з важливої перемоги 3:0 над Катаром, а згодом зміг пробитися у фінальну стадію чемпіонату світу 2010 року, на якому зайняв третє місце у групі.
Після закінчення чемпіонату світу контракт зі збірною Австралії не був продовжений. 8 квітня 2010 року Вербек підписав контракт з Федерацією футболу Марокко про вступ з серпня 2010 року на посаду технічного директора олімпійської збірної цієї країни, з якою пропрацював протягом чотирьох років.
2016 року очолив тренерський штаб національної збірної Оману. Вербеку не вдалося пройти з командою кваліфікацію на чемпіонат світу 2018 року. Тим не менш під його керівництвом з'явився молодий талановитий склад, який зумів виграти Кубок націй Перської затоки, що відбувся 2017 року в Кувейті. Цей трофей став першим для Вербека зі збірною.
Однак саме Кубок Азії 2019 року в ОАЕ став найбільшим успіхом Вербека у збірній. Команда кваліфікувалась на турнір з першого місця, де програла перші дві гри Узбекистану та Японії. Втім у третій грі Вербек допоміг Оману досягти найбільшого успіху в історії збірної: перемігши Туркменістан 3:1, Оману вперше в своїй історії вийшов у плей-оф. При цьому рахунком 2:1 оманцям не вистачало для виходу з групи і тріумфальний третій гол забив Мохаммед аль-Мусаламі аж на 93 хвилині гри. Незважаючи на те, що в плей-оф Оман вже у першому раунді програв Ірану 0:2, це було великим успіхом для країни. Після турніру Вербек заявив, що піде у відставку з посади тренера, заявивши, що Оман буде останньою командою в його тренерській кар'єрі. На посаді головного тренера Оману Вербека замінив його співвітчизник Ервін Куман. Натомість Пім 12 лютого 2019 року став членом правління клубу «Спарта» (Роттердам).
28 листопада 2019 року Пім Вербек помер після чотирирічної боротьби з раком, під час якої, вже будучи смертельно хворим, він продовжував роботу з національною збірною Оману.

## Досягнення
- Переможець Еерсте-Дивізі: 1995
- Бронзовий призер Кубку Азії: 2007
- Переможець Кубка націй Перської затоки: 2017

## Особисте життя
Батько Піма, Кос Вербек (1928—2011), був гравцем, тренером та скаутом у «Спарті» (Роттердам). Молодший брат Піма Роберт Вербек також був гравцем «Спарти», а потім став тренером.